# Euquir de Corint (segle VI aC)
Euquir (grec antic: Εὔχειρ, llatí: Eucheir) va ser un escultor de l'antiga Grècia nascut a Corint, deixeble de Siadres i de Cartes d'Esparta, i mestre de Clearc de Règion, segons que diu Pausànias.
Devia florir cap als anys 520/516 aC. Segurament és el mateix Euquir que Plini el Vell esmenta com l'escultor que va fer diverses estàtues d'atletes, però cal no confondre'l amb un altre Euquir, també de Corint i també escultor, que es diu que va introduir la ceràmica i l'escultura a Etrúria.